# برتونيلة يابانية
برتونيلة يابانية (الاسم العلمي: Bartonella japonica) هي نوع من البكتيريا تتبع جنس البرتونيلة من فصيلة البارتونيلات.